# Schizophrenia (Sepultura)
Schizophrenia è il secondo album in studio del gruppo musicale brasiliano Sepultura, pubblicato il 30 ottobre 1987 dalla Cogumelo Records.

## Il disco
Tutte le canzoni vennero registrate al J.G. Estudio di Belo Horizonte nell'agosto del 1987. Malgrado la qualità dell'audio sia scarsa, nel disco si nota un'ottima capacità compositiva: soprattutto nella strumentale Inquisition Symphony.
Nella ristampa in CD a cura della Roadrunner Records, le tracce diventarono 10: vennero separate le prime due e aggiunta la ri-registrazione di Troops of Doom, originariamente presente su Morbid Visions.
Nella successiva ristampa rimasterizzata diventarono 13.

## Tracce
1. Intro – 0:31
2. From the Past Comes the Storms – 4:55
3. To the Wall – 5:36
4. Escape to the Void – 4:38
5. Inquisition Symphony – 7:13
6. Screams Behind the Shadows – 4:48
7. Septic Schizo – 4:31
8. The Abyss – 1:01
9. R.I.P. (Rest in Pain) – 4:36

### Bonus tracks
1. Troops of Doom – 3:17
2. The Past Reborns the Storms (Demo Version) – 5:08
3. Septic Schizo (Rough Mix) – 4:34
4. To the Wall (Rough Mix) – 5:31

## Formazione
- Igor Cavalera - batteria
- Andreas Kisser - chitarra
- Max Cavalera - voce, chitarra
- Paulo Jr. - basso